# Jean Fouquet
Jean Fouquet (Tours, França, 1420 – 1481) és considerat un dels grans pintors del Renaixement primerenc i el renovador de la pintura francesa del segle xv.
Format en la tradició francesa del gòtic internacional, va desenvolupar un nou estil en el qual integrà les tonalitats cromàtiques fortes del gòtic, amb la perspectiva i els volums italians, i la innovació naturalista dels primitius flamencs. Les seves obres mestres són el Díptic de Melun i les miniatures del Llibre d'Hores d'Étienne Chevalier.
Va ser un pintor de molt renom a la seva època però després la seva obra va quedar oblidada fins que, durant el segle xix, va ser rehabilitada pels romàntics francesos i alemanys, que estaven molt interessats en l'art medieval. La seva obra es va revalorar definitivament durant una exposició sobre francesos primitius, organitzada a la Biblioteca Nacional de París el 1904, que va permetre de reunir i fer-ne conèixer l'obra dispersa.

## Context històric i artístic
Al darrer terç del segle xiv, un nou estil pictòric es va estendre per Europa des de la cort dels Papes d'Avinyó. Simone Martini i altres artistes italians i francesos van difondre el realisme naturalista dels pintors de l'escola senesa i la cal·ligrafia refinada de les miniatures franceses. Aquest estil, que després s'anomenarà gòtic internacional, va tenir els seus principals focus a París, Siena, Colònia i Bohèmia.
París s'havia convertit en el centre de la miniatura europea. Amb el duc de Berry treballaven els germans de Limburg, els miniaturistes francesos més importants que, entre 1411 i 1416, van il·luminar la seva obra mestra, Les molt riques hores del Duc de Berry. El fet que les obres més ben conservades d'aquest període siguin miniatures revela la preponderància d'aquestes sobre la pintura.
El 1422, a Flandes, començà l'activitat de Jan van Eyck, figura clau de la història de l'art i gran innovador de la pintura, ja que va desenvolupar una nova forma de representar la realitat. Durant el segle xv, la tècnica de l'oli es va difondre a Flandes, on va tenir una bona acollida. L'ús d'oli com a aglutinant permetia tintes més fluides que, aplicades en capes successives gairebé transparents, obtenien totes les gradacions de color i lluminositat. D'aquesta forma s'aconseguia representar qualsevol objecte amb molt de detall. També, de manera experimental i mitjançant mètodes empírics, utilitzaven tota mena de sistemes perspectius. La seva perspectiva s'aproximava més a la visió natural i l'aire gairebé es palpava. Ho aconseguien mitjançant la "perspectiva aèria",i en el cas dels objectes llunyans degradaven el color cap a tons grisos i blavosos. El text teòric que va recollir els sistemes perspectius nòrdics va ser el De artificiali perspectiva, de Jean Pélegrin, conegut com a "Viator", i que és l'equivalent del Tractat d'Alberti de la pintura renaixentista italiana.
A Itàlia, en aquest període, s'estava gestant el Quattrocento, el primer renaixement, un art a la mesura de l'home, amb la perspectiva com a recurs pictòric, recurs que produïa la il·lusió d'una tercera dimensió. Els antecedents d'aquest nou llenguatge es trobaven a les representacions escultòriques de Ghiberti, Della Quercia i Donatello. Va ser a Florència, el 1427, en el quadre de la Trinitat, on el pintor Masaccio, en col·laboració amb l'arquitecte Brunelleschi, van resoldre els problemes de la perspectiva. Posteriorment, Leon Battista Alberti, arquitecte i amic de Brunelleschi, que havia conegut els debats a la Trinitat sobre la forma de representar la perspectiva, els va saber transmetre a la seva obra De Pictura. Més endavant, a partir de 1430 Paolo Uccello, Andrea del Castagno, Piero della Francesca i Andrea Mantegna van acabar d'elaborar el nou llenguatge pictòric. França estava immersa en la Guerra dels Cent Anys (1337-1453) contra Anglaterra. El 1415 Enric V d'Anglaterra va desembarcar a Normandia i va derrotar els francesos en la batalla d'Azincourt; va prendre París, va capturar com a ostatge el rei francès Carles VI, i el va obligar a reconèixer el monarca anglès com a hereu al tron francès. En aquests anys, la guerra i el caos van fer desaparèixer quasi completament l'activitat artística a França.
A la mort de Carles VI el 1429, França, incomplint l'acordat, va coronar el fill de Carles VI com a nou rei, amb el nom de Carles VII; aquest va establir la seva cort a Bourges. Fins a l'any 1453 no es va alliberar totalment el país dels anglesos. Carles VII va morir el 1461 i el va succeir el seu fill Lluís XI, que va establir la capital de França a Tours.

## Biografia

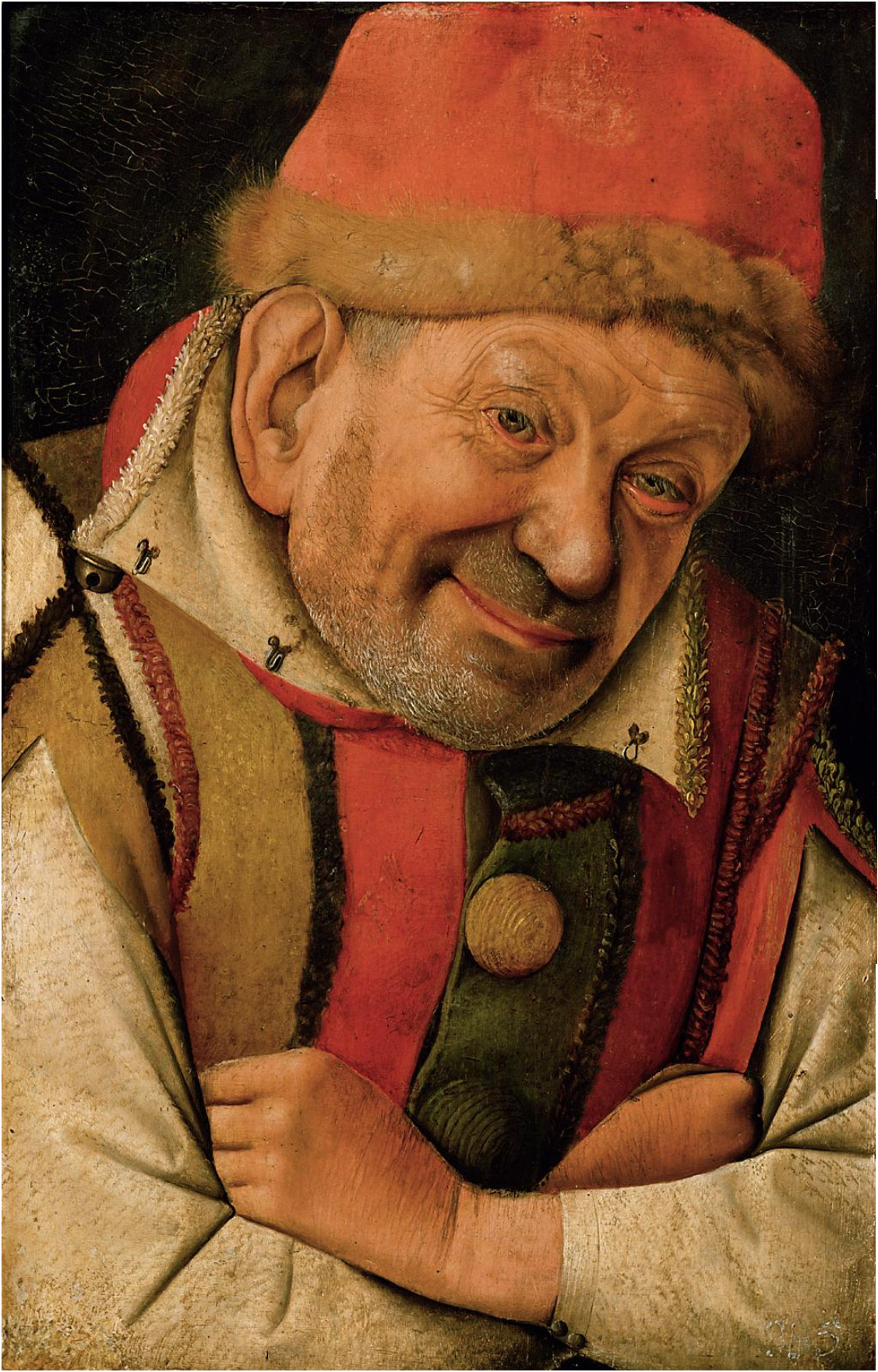
Retrat del bufó Jester Gonella, Kunsthistorisches Museum, Viena.

Jean Fouquet va néixer entre 1415 i 1420 a Tours i va morir entre 1478 i 1481, probablement a la mateixa ciutat. No se'n sap gaire cosa de la seva vida i de la seva trajectòria artística, que està poc documentada. El mitjà artístic on va rebre la seva formació és objecte de debat. És probable que es formés a tallers de miniaturistes, entorn del Mestre de Bedford . Se suposa que el Mestre de Bedford  era Haincelin de Haquenan, qui s'havia format amb Jacques Coene, pintor i il·luminador flamenc establert a París. A partir de la mort del gran mecenes Jean de Berry el 1416 i l'ocupació anglesa de París el 1418, els grans tallers de flamencs, italians i francesos van abandonar París. Haincelin de Haquenan va ser un dels que es va quedar al París ocupat. El jove Fouquet, probablement, degué arribar a aquest taller quan la ciutat acabava de ser alliberada. Aquesta teoria sosté la tradició que Fouquet va ser un continuador dels il·luminadors francesos, tot i que no s'ha pogut confirmar amb l'anàlisi de les obres de joventut, ni tampoc la possible influència dels germans de Limburg en la seva obra.
Al voltant de 1443-1447, va emprendre un viatge a Itàlia on va realitzar el retrat perdut del papa Eugeni IV amb dos dignataris, que en el passat es trobava a la sagristia de l'església de Santa Maria sopra Minerva, a Roma. Allà va entrar en contacte, i potser va col·laborar, amb Fra Angelico, la influència del qual és perceptible a la seva obra posterior. Possiblement va ser també a Florència, on va conèixer el treball dels grans renovadors toscans. Potser va recalar també a Màntua, on va pintar el Bufó Gonella.
Segons Vasari, Fouquet va ser un artista molt admirat a Itàlia.
A més de la trobada amb Fra Angelico, que també treballava pel papa, a Roma va haver de conèixer les reconstruccions de vil·les i l'excavació d'antiguitats. A Florència, a San Michele i Santa Maria Novella, potser va poder analitzar la mestria de Brunelleschi i Donatello. També segurament va contactar amb Masaccio, Uccello i Piero della Francesca. A Pàdua, va poder posar-se en contacte amb Castagno i, a Venècia, amb Jacopo Bellini. La influència del Quattrocento italià en ell és triple: va interioritzar la concepció de l'espai, la seva decoració i els seus interiors; va aprendre la seva visió dels colors, vius i calents; i va desenvolupar la costruzione legittima  descrita pel teòric Leon Battista Alberti al seu tractat Della Pittura.
Entre 1448 i 1450 va retornar a França i, a partir de llavors, va desenvolupar el seu treball principalment a Tours, la seva ciutat natal. Cap al 1450 també va treballar a la cort de Carles VII. Sí que és segur que en aquesta època va rebre l'encàrrec del tresorer de França, Étienne Chevalier, per fer el Díptic de Melun i les miniatures del seu llibre d'hores. Ambdues han esdevingut les seves obres mestres.
El període en què es va pintar el retrat de Carles VII també és una font d'especulació. Una part dels estudiosos defensen que és un quadre que no té cap influència italiana i que va ser pintat, per tant, abans del viatge a Itàlia, i és l'obra més primerenca del pintor. Un altre sector de la crítica defensa que la inscripció del quadre, Rei molt victoriós, demostraria que el quadre es va pintar després de la victòria sobre els anglesos el 1450, en la batalla de Formigny o, encara més tard, a la conquesta de Guyenne el 1453. A partir de 1459, disposà d'un excel·lent col·laborador, conegut com el Mestre de Boccace de Múnic. Era segurament un fill seu, Louis o François, que va participar activament en el taller familiar. Entre 1460-1470, va pintar el retrat del canceller de França Jouvenel des Ursins i la Pietà de Nouans.
El 1461 va morir Carles VII i va ser elegit rei el seu fill, Lluís XI, del que va esdevenir pintor oficial a partir de 1475. Aquest mateix any va rebre l'encàrrec de Jean d'Armagnac per acabar les Antiguitats judaiques de Flavi Josep, que havien quedat incompletes amb la mort del duc Jean de Berry. Aquesta obra, la primera totalment confirmada de Fouquet, ha servit per identificar tot el corpus del pintor. Va morir entre 1478 i 1481.
Va ser un artista polivalent. Pintor i miniaturista de llibres, va practicar l'esmalt, el vitrall, i segurament la tapisseria. També va organitzar espectacles pels reis. Tal com s'ha assenyalat, la seva vida és poc coneguda i s'està reconstruint a través de testimonis escrits dels seus contemporanis. Tant el seu aprenentatge, com el seu viatge a Itàlia, el seu treball a Tours, i fins i tot la seva obra -que està molt escampada i ha estat atribuïda parcialment a altres artistes-, és encara una font de debat.

## Tècnica i composició
| Retrat del bufó de la cort de Ferrara | Composició del retrat de Carles VII |

Els seus dissenys estaven acuradament pensats per endavant. Coneixia els aspectes tècnics necessaris per captar l'atenció de l'espectador mitjançant una composició que basava en cercles, en el nombre auri i en polígons regulars.
Pel que fa als cercles, habitualment emprava el cercle central i un segon que inscrivia en la meitat superior del quadre. S'aprecia la relació entre ambdós i com el primer, més general, dirigeix el segon que és més particular. Es comprova en els tres primers quadres com la variació de l'ample i el llarg d'aquest, afecta els dos cercles:
- En el primer quadre, el cercle major emmarca el rostre, braços i mans, mentre que el menor circumscriu el rostre i la gorra.
- En el segon quadre, el del rei, el cercle major determina la posició de les mans, braços i cortines, mentre que el menor emmarca el rostre, el barret i el coll de pell.
- En el tercer quadre, el de la crucifixió, el cercle major perfila, a la part inferior, el cos de Maria i el soldat ajagut que juga als daus, mentre que el menor emmarca clarament les tres figures crucificades.

El quart, la Pietà, és un quadre horitzontal, disposició a la qual no estava habituat, ja que la majoria dels seus quadres eren verticals. Va decidir compondre'l aplicant els dos cercles, amb un resultat una mica estrany, potser perquè la mirada de l'espectador engloba amb més facilitat els dos cercles verticals que els horitzontals. O potser perquè desconeixia que la mirada de l'espectador dretà es dirigeix primer a examinar la part dreta del quadre abans que l'esquerra. En el cinquè quadre, el pintor transforma els dos cercles verticals en un únic cercle que fa tangent al costat superior.
Quant a la proporció àuria o nombre auri, es coneix des de l'antiguitat i es va usar molt al Renaixement, ja que es considera que és la proporció perfecta.
El seu valor exacte és: {\displaystyle \Phi ={\frac {1+{\sqrt {5}}}{2}}\approx 1,618\,}
Els pitagòrics ho van deduir de les formes geomètriques del quadrat i del cercle que ells consideraven les formes perfectes.
Així, AS(a) és el segment auri d'AB (a+b). També SB (b) és el segment auri d'AS(a)  

Fouquet emprava els segments auris que corresponien tant a l'amplada total com a l'altura total del quadre. En el segon quadre, el del rei, empra dos segments auris per traçar dues verticals simètriques que delimiten el rostre del rei. En el tercer quadre, el de la crucifixió, va emprar les dues verticals per emmarcar les dues figures centrals d'esquena i un horitzontal per limitar superiorment les persones de fons a cavall. En el cinquè quadre, tan sols va emprar una d'aquestes línies verticals per emmarcar el genet a cavall i també va emprar una de les línies horitzontals que s'obté dels segments auris per limitar a la zona superior les figures del fons.

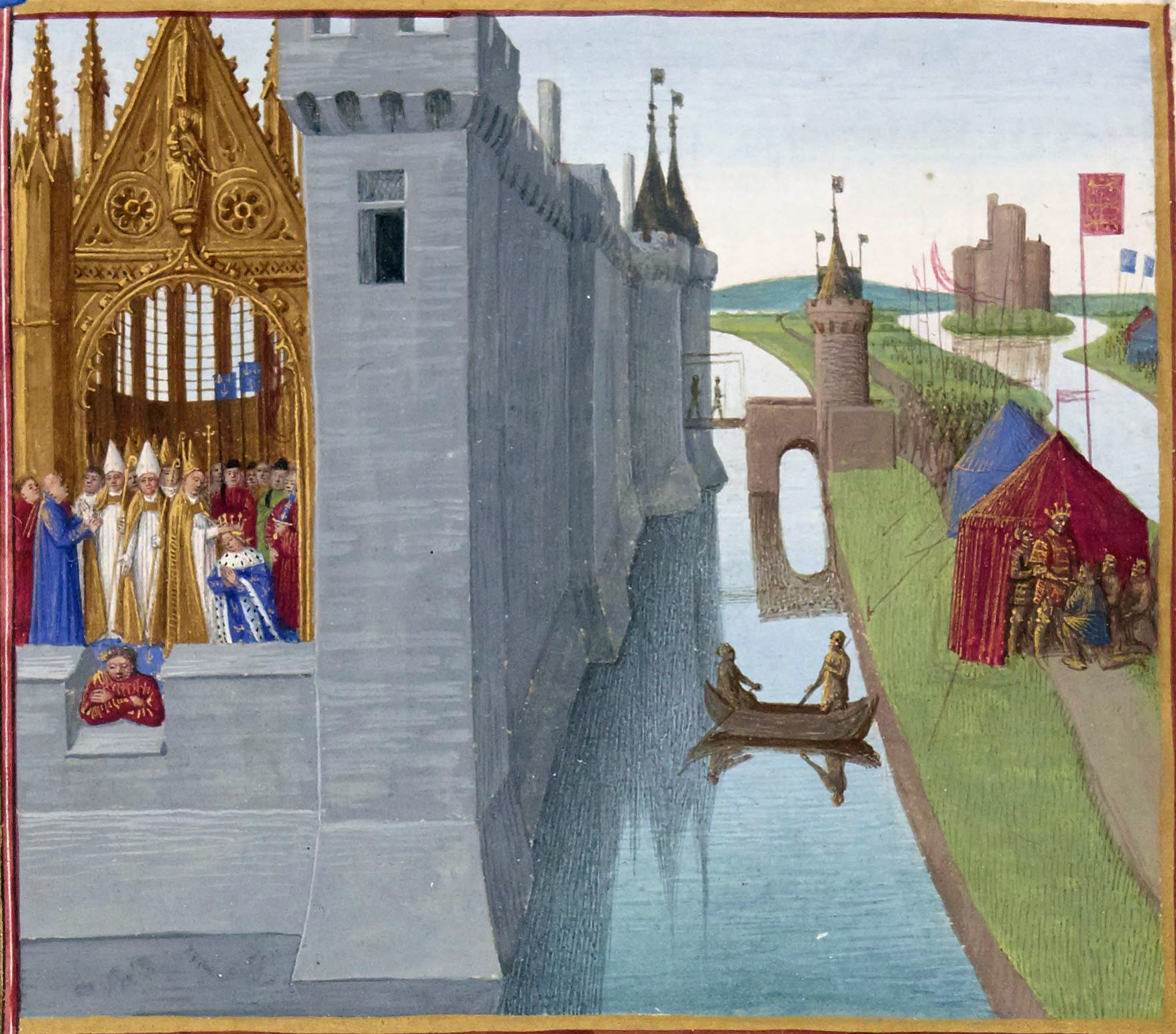
Coronació de Lluís VI de França
Grans Cròniques de França
Biblioteca Nacional de París.

 A la miniatura de La coronació de Lluís VI hi ha una "perspectiva aèria" que pretén destacar els efectes atmosfèrics. Aquest quadre recorda el paisatge de fons de La Mare de Déu amb el canceller Nicolas Rollin de Jan van Eyck, pintat el 1435. Allà Van Eyck va emprar un paisatge de besllum o a contraclaror, és a dir, la llum ve del fons del quadre i les ombres es veuen davant. Com en aquesta pintura de Fouquet, en el quadre de Van Eyck l'ombra del pont es veu al davant. Tanta és la similitud que, potser com a homenatge, Fouquet va pintar també un homenet apuntat als merlets del castell. Com s'ha assenyalat anteriorment, la "perspectiva aèria" les aconsegueix tractant els objectes llunyans mitjançant la gradació del color cap a grisos emblavits. Gràcies a aquestes degradacions aconsegueix efectes visuals com: 
- al lateral del mur del castell a mesura que s'allunya es distingeixen fins a cinc degradacions de color blau;
- en el fossat d'aigua, els reflexos del mur del castell es pot observar que com més llunyana és l'ombra, més es va difuminant;
- el blau de l'aigua de la fossa, i fins i tot el blanc, a mesura que s'allunya es degrada, i d'una manera similar succeeix al cel;
- les ombres de la barca que hi ha a l'aigua estan més degradades que les del pont llevadís;Detall de la Mare de Déu del Díptic de Melun 
 Museu de Belles Arts, Anvers.

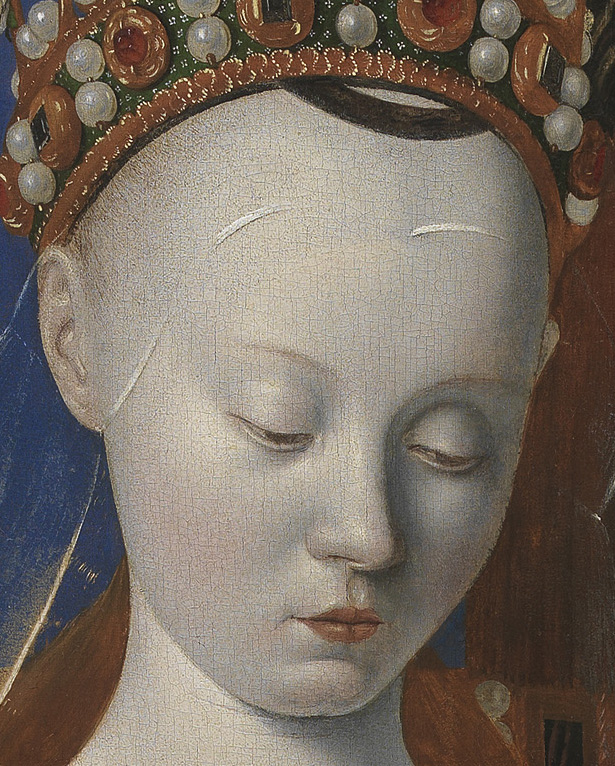
Detall de la Mare de Déu del Díptic de Melun
Museu de Belles Arts, Anvers.

- la torre marró del pont llevadís, a les torres del fons a la dreta, és d'un marró més degradat;
- fins i tot es veu un blanc degradat del cel des de la finestra del castell.

Dissenyant aquests detalls Jean Fouquet va aconseguir que el nostre ull d'observador tingui una sensació de lluminositat i de com si es pogués palpar l'aire.
El rostre de la Mare de Déu del Díptic de Melun té una forma ovoide i la il·luminació divideix el rostre en dues parts: una de més reduïda, amb fortes ombres i relleus, i l'altra més ampla, pràcticament sense ombres, amb un efecte dominant pla. El modelatge no és continu, ja que a la dreta queden molt accentuades les ombres, disminueixen en passar a l'esquerra, i desapareixen a la part de més a l'esquerra. Fins i tot, de manera deliberada, fa desaparèixer zones de l'esquerra que haurien de tenir ombres. D'aquesta forma aconsegueix que la part esquerra del rostre tingui un component eminentment pla que contrasta amb la tensió i la profunditat de la part ombrejada de la dreta. Cal destacar també com està resolta la mirada de la Mare de Déu, amb unes parpelles pràcticament tancades i amb tres zones de llum damunt les parpelles i la zona dels llavis.

## Influències flamenca i italiana
|  |  |

 Fouquet va estar atent a les novetats dels pintors flamencs, incorporant-les a la seva tècnica. Va conèixer, va analitzar i va assimilar les recopilacions de dibuixos flamencs que circulaven pels tallers dels il·luminadors francesos. S'aprecia en dos exemples com incorporava les influències d'altres pintors. Així, al retrat del papa Eugeni IV, va decidir partir d'una idea present al Timoteu de van Eyck.
Van Eyck va concloure el seu Timoteu el mateix any que el Políptic de Gant; per tant, estava en la plenitud de la seva mestria. Davant d'un fons negre, la figura està il·luminada des de l'esquerra i, a la part inferior, està pintada una barana en trompe-l'oeil, fingint que és de pedra. La mà dreta està en escorç i el seu colze queda ja fora del quadre. En la còpia del quadre del papa –l'original ha desaparegut–, s'aprecia en primer lloc que el trompe-l'oeil en aquest cas és més petit i gairebé no té gruix. L'artista ho ha definit amb una línia superior de llum que contrasta amb l'ombra del braç esquerre, braç que aixeca lleugerament, i d'aquesta manera aconsegueix un efecte de profunditat. A diferència del quadre de van Eyck, la mà dreta no surt del quadre, però la part del braç que es veu també apareix en escorç, i això contribueix a crear profunditat. El cos del papa és més gran, i el seu cap més petit. Ambdues figures tenen la mateixa quietud i les seves mirades són profundes. Tanmateix, en el cas del papa, s'endevina una personalitat d'una major complexitat. Aquest rictus seriós d'Eugeni IV s'aconsegueix marcant la rigidesa dels músculs de la cara i mitjançant el modelatge intens de llums i ombres. El resultat final és un quadre totalment diferent.
En el segon cas es compara la miniatura Crucifixió, que pertany a les Hores de Chevalier, amb dos quadres en els quals es va inspirar: un de van Eyck i un altre de Fra Angelico. Particularment els especialistes destqaquen la influència de Fra Angelico.
La Crucifixió de van Eyck té una mida reduïda —56,5x19,7 cm— i una forma semblant amb el Judici Universal. Al costat de les creus hi ha una multitud a peu i a cavall: personatges amb vestits contemporanis, amb capes i amb rivets de pell. El fons està resolt amb una perspectiva atmosfèrica. En un primer pla hi ha un grup de dones ploroses, la Mare de Déu i sant Joan. Fouquet va construir un quadre, alhora, semblant i diferent. Hi ha moltes similituds. La Mare de Déu de blau i el sant Joan de vermell es mantenen en un primer pla, tot i que els va representar mirant cap a Crist. En els dos quadres el sant Joan sembla la mateixa persona. Els cavalls, pintats d'una manera tan magistral per van Eyck, ara són menys nombrosos, però estan igualment ben pintats. La capa del genet amb el rivet de pell en el de Fouquet apareix d'una altra forma. Aprofita les llances que es dibuixen al cel per crear una perspectiva, i les posa en línia de forma decreixent. La vestimenta marró clara del soldat amb els corretjams de l'espasa que està esquena, està representada en els dos quadres; fins i tot el seu braç esquerre està en la mateixa posició. També deixa lliure la zona de la creu per mostrar al fons una ciutat i les muntanyes blaves: també aquí hi ha una perspectiva aèria. Aquí li dona un to general blavós, quan el to de l'original era vermell.
Respecte del quadre Sant Marc de fra Angelico, degué haver conegut
 i admirat l'extraordinària disposició de les creus i dels crucificats. Amb uns recursos molt escassos fra Angelico aconsegueix crear un efecte de profunditat a causa de la disposició de les fustes horitzontals de les creus dels lladres, augmentat pels escorços dels braços d'ambdós lladres. A més les creus eren molt altes, pràcticament fins a la part superior del quadre, i així separava els crucificats dels seus acompanyants. Fouquet fa el mateix: inclou unes creus altíssimes disposades de manera que aconsegueix ressaltar els tres condemnats sobre el blau del cel, especialment a Crist.
Per tant, són reelaboracions, i Fouquet no s'amaga quan es recolza en el quadre d'un altre mestre i, sovint, "fa l'ullet" i realitza homenatges als mestres que l'han inspirat.

## Obra

### Retrats

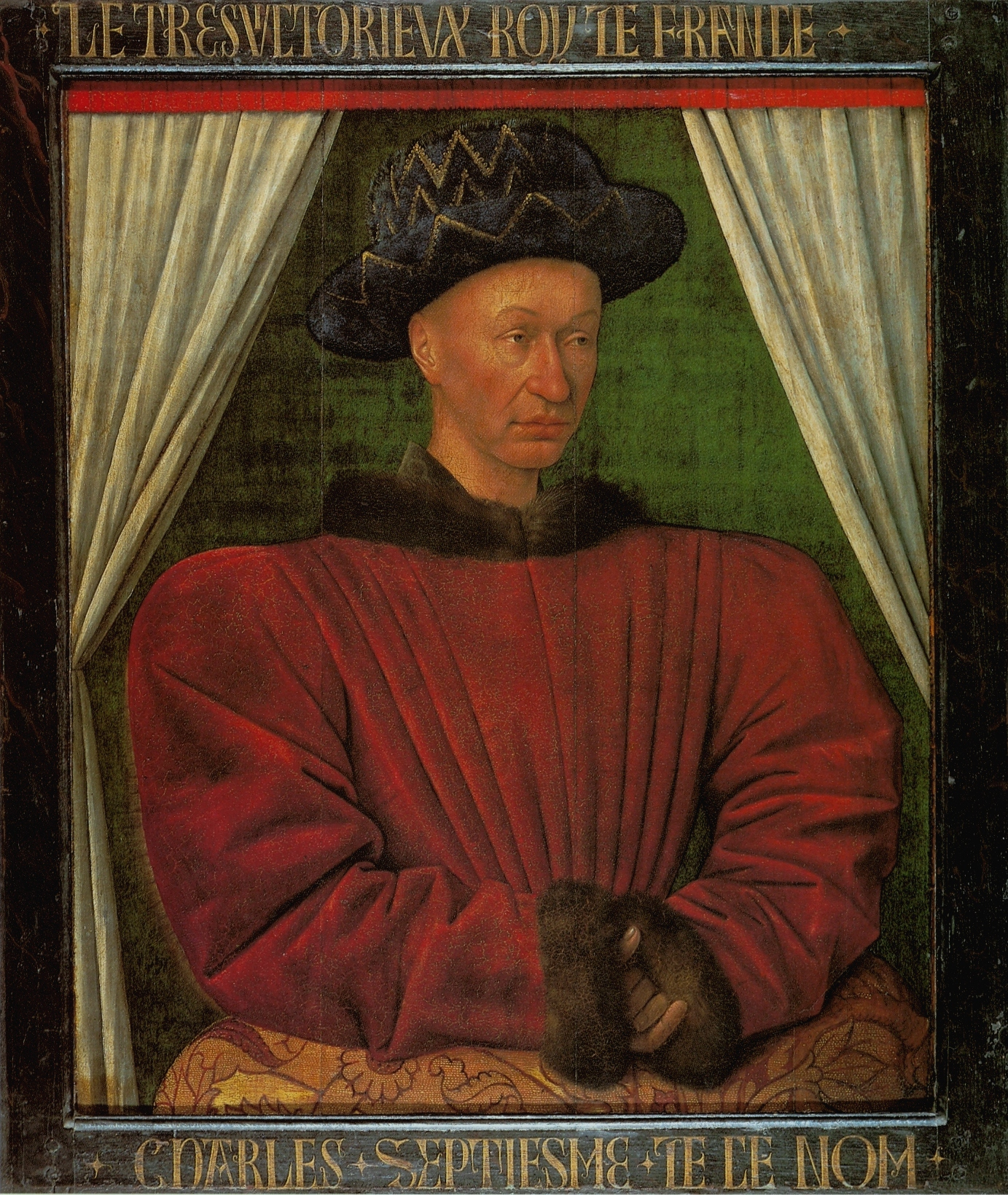
Retrat de Carles VII, del Louvre, París.
Oli sobre taula

Els retrats, una part fonamental de la seva tasca artística, mostren la seva capacitat per plasmar la personalitat dels retratats.
En aquesta època el retrat, que fins llavors era un gènere poc difós, va començar a transformar-se en un gran estil. Fins llavors, el retrat era eminentment religiós i en aquella època també passà a ser profà. A més, s'intentava reproduir al retratat tot buscant la seva personalitat psicològica. En el Retrat del rei Carles VII, va pintar el personatge des del davant i envoltat de cortinatges. En això, va seguir la tradició francesa de pintar el rei sense els atributs del seu rang i sense aparèixer com a figura intermèdia de donant, fórmula que ja es va emprar un segle abans en el retrat del rei Joan II. El resultat és una figura amb influències flamenques i que mostra una anàlisi molt detallada del rostre. El regnat de Carles va ser un dels més complexos de la monarquia francesa. Poc acceptat en els seus inicis, va haver de reconquerir el país als anglesos i va tenir un paper important en la reorganització de l'estat. Tot i així, l'artista el va retratar desproveït d'atributs reals, encara que va engrandir l'amplada de les espatlles per mostrar-lo molt més majestuós.
Segons Benazit, el més probable és que es tracti d'una de les seves obres més antigues, anterior al viatge a Itàlia. Aquest crític afirma que el retrat del rei recorda al retrat d'Arnolfini de Van Eyck, i que està pintat en una actitud d'oració, posició amb què Fouquet pintava totes les seves figures. També argumenta que en totes les altres pintures mostra que coneixia el Quattrocento italià, i aquesta n'és l'excepció. Al retrat del bufó Jester Gonella, pintat a Itàlia, va presentar la figura molt en un primer pla, i una gran part de la figura queda fora del quadre; centra tota l'atenció al rostre, amb la qual cosa va aconseguir transmetre de manera magistral la profunda humanitat del personatge.

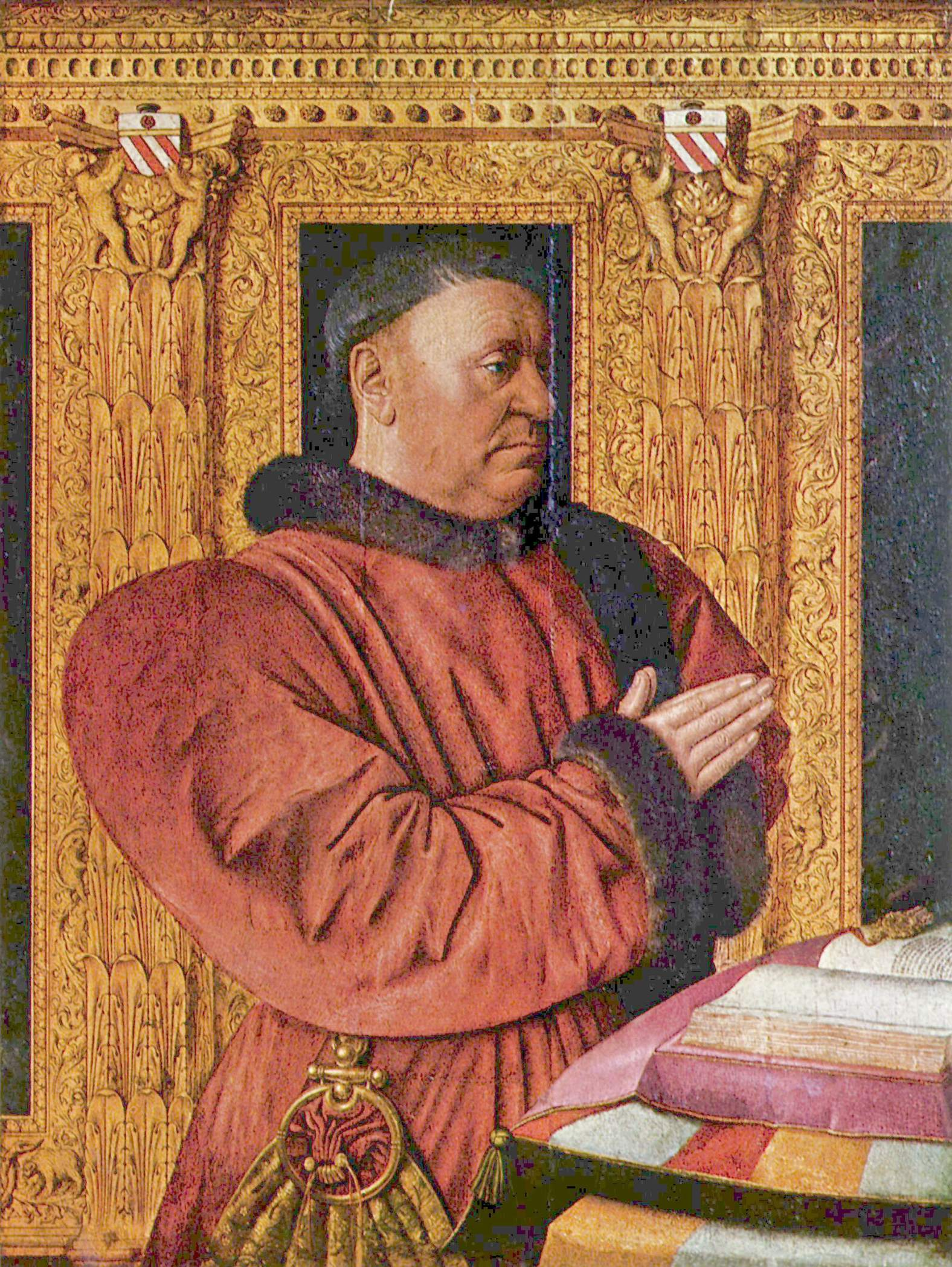
Retrat del canceller de França Guillaume Juvénal des Ursins
Museu del Louvre, París.
Oli sobre taula

 Otto Pacht va demostrar que aquest retrat del bufó, atribuït durant molt de temps a van Eyck i també a Brueghel, va ser pintat per Fouquet. A la còpia del retrat desaparegut del papa Eugeni IV, realitzat a Roma, presenta al personatge només de mig cos, i l'atenció de l'artista s'ha concentrat a transmetre'ns la psicologia de l'home, poderós, absort i enèrgic.
Al seu autoretrat, de 1450, se'ns mostra amb un rostre jove, lleugerament decantat, amb aspecte segur i dirigint fermament la mirada a l'espectador. Es tracta d'un coure esmaltat de 6,8 cm de diàmetre que revela que coneixia altres tècniques pictòriques. Aquest rodó formava part del Díptic de Melun i demostra que era conscient de la importància del díptic. Els estudiosos veuen en aquest retrat un home que es considerava un humanista.
Cap a 1465, va pintar el retrat del canceller Guillaume Juvénal des Ursins. Es tracta de la part esquerra d'un díptic o d'un tríptic devocional, del que s'ha perdut la part dreta. El presenta en actitud orant. La figura té un gran volum i està en actitud obliqua, en tres quarts.
El retrat és diferent del de Chevalier, ja que, tot i formar part d'un díptic i trobar-se en actitud d'oració, no apareix acompanyat del seu sant patró. L'aspecte religiós ha desaparegut del quadre. En primer lloc, es va preocupar de transmetre l'honradesa i la bondat del personatge. En segon lloc, va destacar les característiques que el com un alt funcionari del regne. El retratat era una persona d'alt rang, un fet al qual el pintor va donar molta importància. La vestimenta, la borsa al cinturó, el coixí i les pilastres daurades de gran riquesa transmeten aquesta excel·lència.

### Díptic de Melun
Cap a 1450 va pintar el Díptic de Melun, obra encarregada per Étienne Chevalier. En ambdues taules va realitzar un compendi de les formes flamenques, italianes i gòtiques. Així, els detalls del tron i de la corona de la Mare de Déu són flamencs, mentre que les figures monumentals d'Étienne de sant Esteve i l'arquitectura amb perspectiva escapada són italianes. Tanmateix, el retrat de Chevalier és flamenc, els àngels són gòtics i la composició és renaixentista. A la taula de l'esquerra, el donant està en oració, protegit pel seu sant patró, Sant Esteve, amb les vestimentes de diaca. Damunt del llibre, Sant Esteve porta una pedra punteguda que recorda que va ser lapidat. Hi ha un tractament important de la llum, en un contrast de llums i ombres, i de la forma en la qual aquestes figures es troben dins l'espai real, que és de clara influència italiana. Tanmateix l'interès amb què capta les teles, els marbres i la pell, remet a la influència flamenca de Jan Van Eyck.
El realisme d'aquesta taula contrasta fortament amb l'altre plafó del díptic, on aconsegueix crear una composició molt idealitzada que sembla irreal i, novament, amb el tractament de la llum, que té un paper important. L'atmosfera celestial se situa davant la terrenal.
La Mare de Déu apareix com una dona molt bonica i elegant, de pell blanca i perfecta, i un front molt ampla. Porta una capa d'ermini i el pit esquerre, nu, té a veure amb el paper de Maria com a dida de la humanitat. El tron i la corona s'adornen amb perles i gemmes. Els àngels estan disposats de manera que cada rostre està en posició diferent: els blaus són querubins i els vermells són serafins, segons deien els Pares de l'Església. Els àngels monocroms, vermells i blaus, contrasten fortament amb el blanc marmori de la Verge. Com a model de la Mare de Déu apareix Agnès Sorel, amant del rei Carles VII, de la que Chevalier era amic i marmessor testamentari. Es deia que la bella Agnès era la dona més bonica de França. El Díptic es va disposar a la capella funerària d'Agnès Sorel, a la catedral de Melun, amb la intenció de facilitar el que pogués entrar en el regne del Cel. Tanmateix, també és motiu de controvèrsia el que sigui Agnès Sorel, ja que, fins i tot sent una tradició molt antiga, hi ha qui defensa que es tracta de l'esposa del pintor, Catherine Bude. La crítica assenyala el contrast entre la textura blanca i resplendent de la Mare de Déu i el nen, els àngels monocroms vermells i blaus, i els colors tènues de Chevalier i sant Esteve. També contrasta la disposició frontal de la Mare de Déu i el nen amb les figures de perfil de donant i acompanyant. Finalment, destaca l'amalgama d'estils, gòtic i renaixement, nòrdic i italià.
| Étienne Chevalier amb Sant Esteve. | La Verge amb el Nen |

 Durant la Revolució Francesa, els dos plafons es van vendre separadament, i actualment la taula esquerra està al Museu de Berlín, i la dreta al Museu de Belles Arts d'Anvers. Del díptic procedeix també el petit rodó amb l'autoretrat de l'artista, ara al Louvre.

### Pietat de Nouans

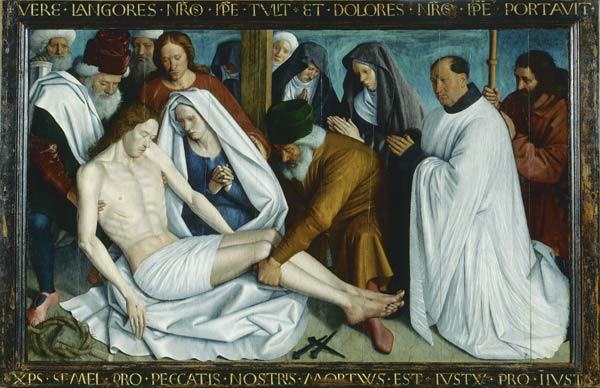
Pietat de Nouans. Fontaines (França).

Cap a 1470-1480 va pintar la Pietat de Nouans, realitzada en gran format (146 cm x 237 cm). És l'obra fonamental de la fase final de la seva carrera. La perfecció de com són ordenades les figures és clarament renaixentista. Van poder ajudar en la realització d'aquesta pintura els seus fills, Louis i François, que s'estima que van intervenir al seu taller en la fase última de la seva producció. Aquest gran quadre difereix de la resta de la seva producció i cal incidir que aquesta obra monumental es deu a un miniaturista. Certament l'obra té alguns defectes a causa de les grans magnituds del quadre, però l'obra ha de considerar-se com una de les més belles del pintor. Es tracta d'una Pietat diferent. Aquí la Verge amb el seu sofriment no ocupa el tema central del quadre com pot ser a la Pietat d'Avinyó, i la composició no està centrada en la Verge. La Verge contempla el Crist que dos deixebles col·loquen davant d'ella. Sant Joan contempla també l'escena amb una actitud protectora cap a Maria. Quatre dones i uns altres dos deixebles segueixen els esdeveniments emocionats. A la dreta es troba el donant acompanyat pel seu sant patró Sant Jaume, pel que se suposa que el donant es deia així. Crida l'atenció la similitud dels dos deixebles que porten a Crist. Probablement es tracta del mateix model pintat en diferent posició.
L'emoció continguda i el sofriment de totes les figures és potser el principal aspecte del quadre. També es pot destacar el retrat del donant, sovint assenyalat com un dels seus millors retrats. El detallisme de les mans del donant, de Maria i d'una de les dones, és comparable a les mans de Chevalier al díptic o les del retrat de Juvénal.

### Miniatures
Fou també un il·luminador i miniaturista que va assolir una precisió exquisida en la representació dels detalls, tot combinant els refinaments lineals francesos i el sentit volumètric italià.

#### Llibre d'Hores d'Étienne Chevalier
El tresorer real li va encarregar el Llibre d'Hores d'Étienne Chevalier, que és considerada com la seva obra mestra per les excel·lents miniatures que conté.
Realitzat entre 1452 i 1460, Fouquet es deslliga de la forma tradicional característica de la il·luminació medieval. Elimina els ornaments i la miniatura ocupa tota la pàgina convertint-la en un quadre. En aplicar les noves tècniques, va renovar l'art de la il·luminació.
Va introduir la perspectiva, els jocs de llums i colors, arquitectures idealitzades del Renaixement en representacions de l'Antiguitat i va aplicar el naturalisme en la interpretació dels temes tradicionals.
Tots els fulls tenen el mateix format de 16,5 cm x 12 cm. Van ser realitzats en tremp d'ou sobre pergamí. Alguns d'ells es trobaven en mal estat i han necessitat mesures especials de conservació.
En les reproduccions fotogràfiques dels dos primers fulls, enfrontats a tall de díptic, es torna a proposar el motiu del Díptic de Melun. La reelaboració manté algunes propostes i en modifica d'altres. Així es mantenen les figures principals: Étienne pràcticament és una còpia, sant Esteve es retarda per donar preponderància a Chevalier, la model de la Mare de Déu ja no és Agnès Sorel, però també mostra el si descobert tot i que, en aquest cas, està donant el pit a Jesús. La modificació d'aquesta versió consisteix en el fet que les dues parts formen una mateixa habitació. Aquest extrem s'observa en la continuïtat de les parets del palau, el paviment, la disposició dels àngels i el mantell vermell de Maria que envaeix lleugerament la part esquerra. Aquesta presentació dona a entendre que Chevalier ha arribat al regne celestial i, per això, està envoltat d'àngels. Les figures principals ja no apareixen des d'una visió frontal i en espais diferents, sinó que les relaciona posant-les unes al davant de les altres. D'aquesta manera l'artista fa un homenatge al seu millor mecenes, amb una meravellosa obra en un llibre per al seu ús privat.
Va integrar lliurement elements d'actualitat política o arquitectònica. Per exemple, va tractar a Carles VII com un dels Reis Mags, o va usar decorats francesos en els episodis bíblics. D'aquesta forma s'incorpora plenament a les idees del Renaixement, ja que presenta l'home en l'esfera del diví i apropa Déu als homes.
A la làmina de l'Epifania, va unir la història bíblica i la història de França. Gaspar, representat per Carles VII, adora Jesús. El rei es distingeix clarament pel seu rostre i per les robes. La catifa, amb el símbol de la Flor de lys sobre la qual s'agenolla el rei de França, es prolonga fins al vestit de la Mare de Déu unint l'episodi bíblic i la història francesa. Els soldats, en formació al costat del rei, indiquen que Carles VII posa el seu exèrcit a disposició de Crist. El missatge que es vol transmetre és que França torna a ser el regne preponderant de la cristiandat. Al fons, es pot veure el final d'una batalla entre francesos i anglesos. És la Guerra dels Cent Anys, Crist està amb França i la victòria és de les tropes franceses. A la làmina de l'Anunciació, on els especialistes reconeixen la influència de Fra Angelico, es representa un moment del qual existeixen multitud d'iconografies: «l'Arcàngel Gabriel li va dir a Maria: ...i concebràs en el teu si i pariràs un fill que anomenaràs Jesús...Maria va contestar: com serà això?, perquè no conec baró... i va respondre l'àngel: l'Esperit Sant vindrà sobre tu, i la virtut de l'Altíssim et farà ombra, el sant que naixerà serà nomenat Fill de Déu.» El raig de llum i el colom simbolitzen el moment descrit. En aquell mateix moment, Maria va quedar encinta miraculosament. Maria està representada en una actitud modesta i pietosa («Vet aquí la serva del Senyor.» - Evangeli de Sant Lluc). Apareix amb un llibre obert i, de vegades, un llibre tancat que són el Nou i l'antic Testament. La Mare de Déu està a la nau central d'una catedral gòtica. L'edifici es representa amb precisió i l'església està inundada de llum. Tant l'arquitectura com la llum tenen una funció simbòlica: la Mare de Déu apareix com a Mare de l'Església i s'identifica amb l'església mateixa.
L'església representada a la làmina és la catedral de Bourges. Tota la perspectiva fuga en un punt, al centre del quadre, que coincideix amb l'estàtua de Moisès que porta les Taules de la Llei. S'observa la coincidència del color blau del vestit de la Mare de Déu i de l'altar.
A la següent làmina, La vinguda de l'Esperit Sant, conservada al Metropolitan Museum de Nova York, va descriure l'episodi del Nou Testament en el qual uns grups de fidels estan pregant en un paisatge parisenc; s'aprecia el pont de Saint Michel sobre el Sena i la façana de Notre Dame. A la làmina Els funerals d'Étienne Chevalier, el pintor va anticipar els funerals d'aquest personatge. Quatre monjos d'ordes mendicants porten el taüt d'Étienne Chevalier cap a l'església, acompanyats per uns portadors de torxes. En un primer pla, apareix un portador que té un trencat a la sabata. És possible que Fouquet representés les arquitectures de les diferents destinacions de Chevalier: s'aprecia una torre italiana a l'esquerra, una església i un campanar anglès al centre, i les torretes del Louvre de París a la dreta.
El Llibre d'Hores d'Étienne Chevalier es va desmembrar i cap al 1700 va quedar separat en 47 taules de pietat. Avui es conserva a sis museus diferents. El Museu Condé de Chantilly disposa de quaranta fulls.

#### Les Grans Cròniques de França
El 1458 li van encarregar que il·lustrés les Grans Cròniques de França; possiblement el destinatari va ser el mateix rei. Tècnicament empra un estil més francès amb menys influències italianes. Apareixen en els fons viles que ell coneix bé, com Tours, Orleans i París. Va representar imatges en les quals enalteix la monarquia i on l'acció propagandística és evident, mostrant moments amb èxits històrics i amb entrades triomfals a diverses ciutats. La flor de lys, emblema de la dinastia Valois, apareix de forma reiterada.
A la primera làmina, el 5 de juny de 1286, Eduard I d'Anglaterra, ret homenatge al rei de França, Felip IV, en presència de la cort. Aquest últim va ser un polític realista que va afavorir la formació d'un pensament estatal. Guiena i Gascunya, a França, encara eren possessions feudals d'Eduard I i per això li ret vassallatge al rei francès. Posteriorment, van entrar en guerra entre ells. A la segona làmina, Carles V, el Savi, entra triomfant a París per la porta de Saint-Denis, després d'haver estat coronat a Reims el 19 de maig de 1364. Va ser un rei important per França, ja havia començat la Guerra dels Cent Anys i es va esforçar per restaurar l'ordre al país i enfortir el prestigi de la monarquia.

#### Les Antiguitats judaiques de Flavi Josep
Cap al 1470, i abans de 1476, va rebre l'encàrrec de Jean d'Armagnac, duc de Nemours, d'acabar el còdex de les Antiguitats judaiques de Flavi Josep, que havien quedat incompletes després de la mort del seu amo, el duc Jean de Berry, i que Armagnac havia heretat. Fouquet va realitzar 12 miniatures. Va interpretar el drama del poble jueu mitjançant unes escenes grandioses amb la presència de multituds magistralment ordenades. Generalment va adoptar un punt de vista des de dalt que li va permetre incloure grans paisatges. En l'ordenació de la multitud va presentar un primer grup de persones en un pla més proper.
Va imaginar paisatges extraordinaris i decorats antics, que va alternar amb recreacions de la vall del Loira. Les cases que apareixen a La presa de Jericó són les de Tours. A cada làmina superposava diversos episodis, que representava en plans diferents. La Biblioteca Nacional de París conserva nou miniatures de les Antiguitats judaiques de Flavi Josep.